# Modular Audio Recognition Framework
Modular Audio Recognition Framework ( MARF ) este o platformă de cercetare open source și o colecție de algoritmi de voce, sunet, vorbire, text și algoritmi de procesare a limbajului natural (NLP) scrise în Java și aranjate într-un cadru modular și extensibil care încearcă să faciliteze adăugarea noi algoritmi . MARF poate acționa ca o bibliotecă în aplicații sau poate fi utilizată ca sursă de învățare și extindere . Sunt oferite câteva exemple de aplicații care arată modul de utilizare a cadrului . Există, de asemenea, un manual detaliat  și referința API  în formatul javadoc, deoarece proiectul tinde să fie bine documentat. MARF, aplicațiile sale, precum și codul sursă și documentația corespunzătoare sunt lansate sub licența stil BSD . 